# Скорничешти

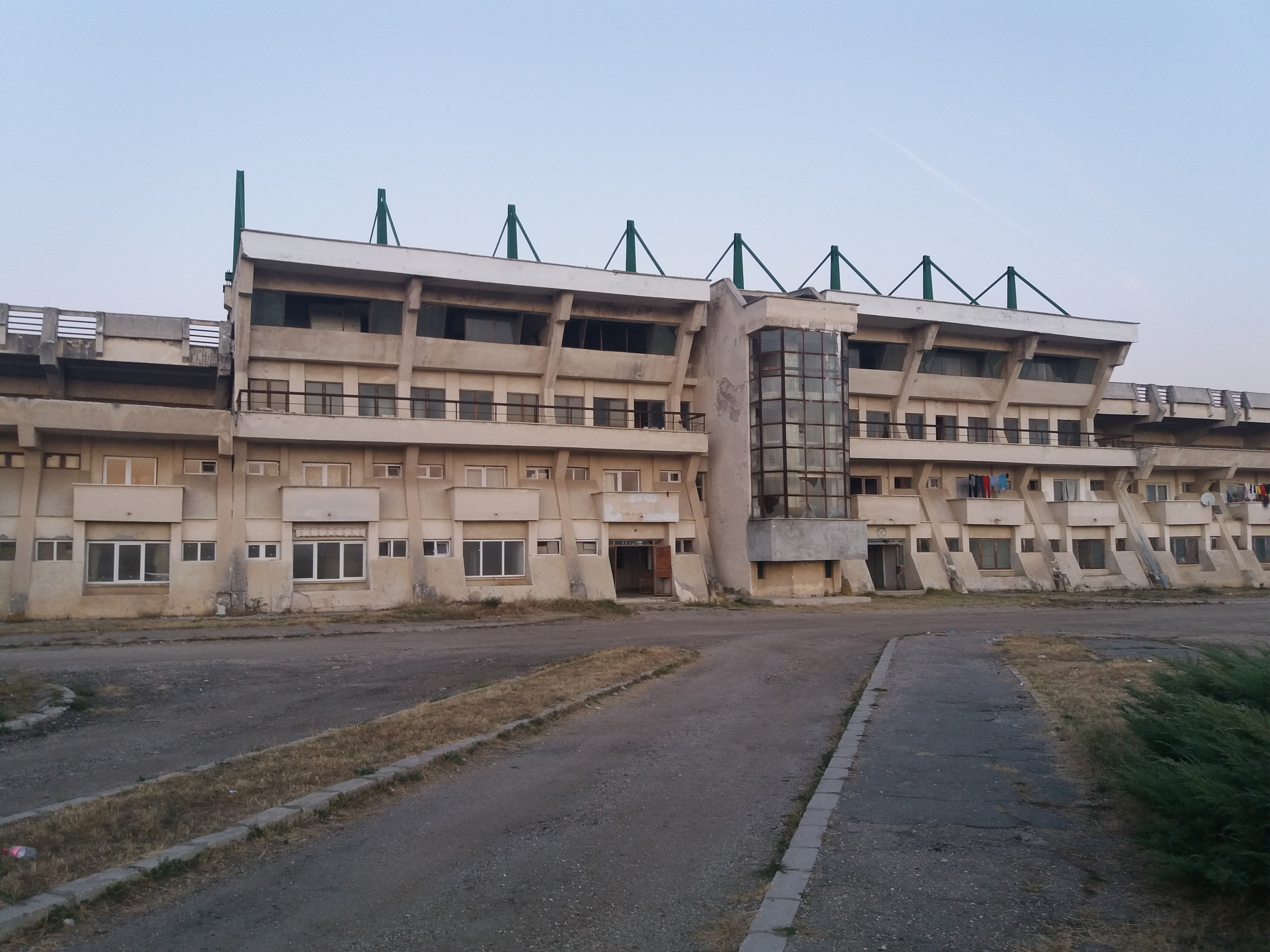
Городской стадион

Скорничешти (рум. Scorniceşti) — город в Румынии, в жудеце Олт.
Занимает площадь в 170 км². Население (2007) — 12 593 человека. По переписи на 1 декабря 2021 года - 10 795 человек.

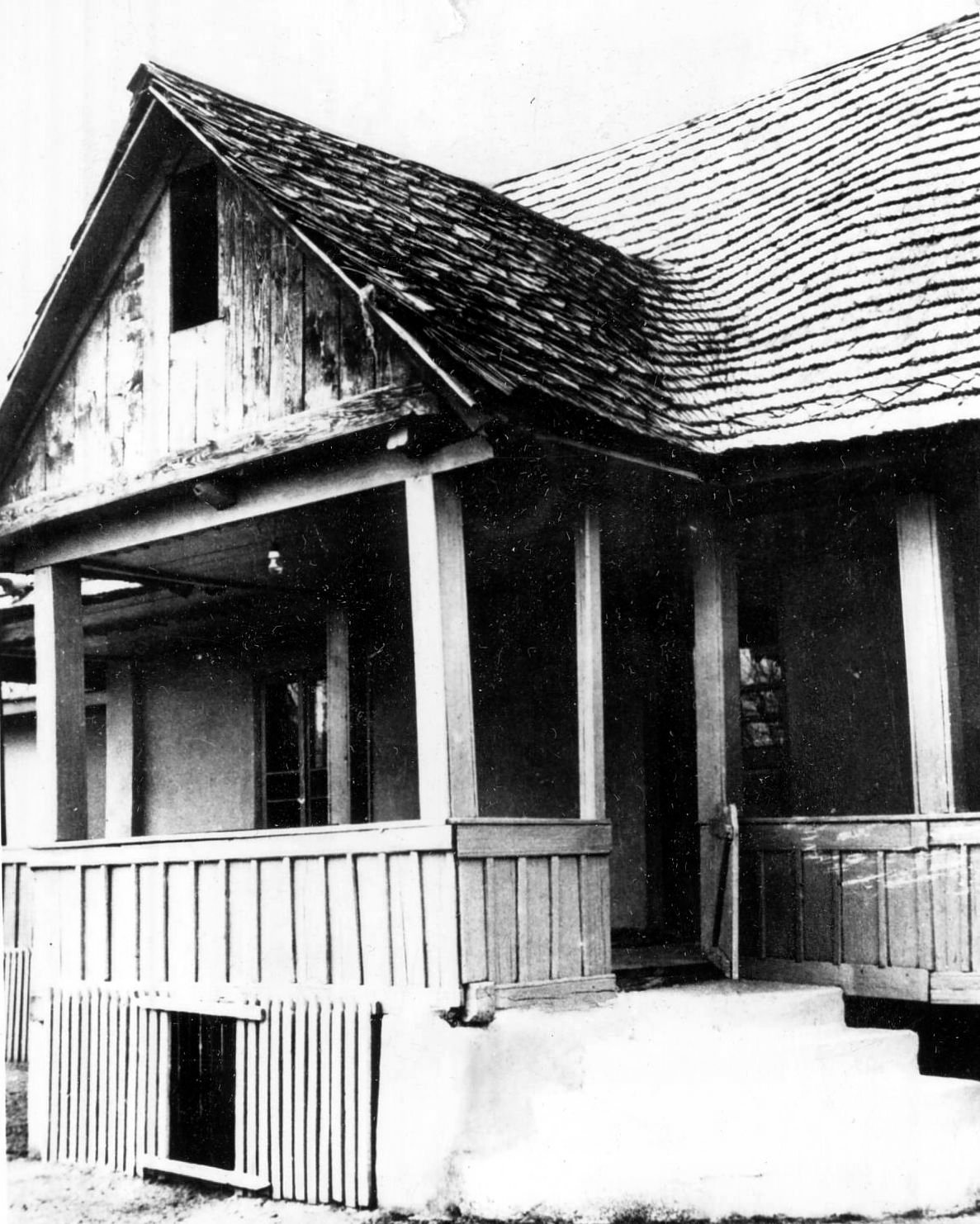
Дом, где в 1918 году родился Николае Чаушеску

Деревня Скорничешти впервые упоминается в 1577 году.
Она известна как место рождения бывшего президента Румынии Николае Чаушеску. Благодаря ему активно застраивалась многоэтажными домами и в мае 1989 года получила статус города.